# Tamiasciurus mearnsi
Tamiasciurus mearnsi е вид бозайник от семейство Катерицови (Sciuridae). Видът е застрашен от изчезване.

## Разпространение
Разпространен е в Мексико (Долна Калифорния).